# Берёзовые колки
Берёзовые колки — лесной заказник общегосударственного значения, расположенный на территории Голопристанской городской общины Скадовского района (Херсонская область, Украина). Площадь — 1 312 га.
Заказник расположен в границах буферной и переходной зон Черноморского биосферного резервата и Черноморского биосферного заповедника.

## История
Заказник создан постановлением Совета Министров УССР от 28 октября 1974 года № 500 «О создании государственных заказников в Украинской ССР» («Про створення державних заказників в Української РСР»).

## Описание
Заказник расположен на западе Херсонской области: на Ивановской песчаной арене Алешковских песков — на территории Ивановского и Рыбальчанского лесничеств Збурьевского лесоохотничьего хозяйства — участок между сёлами Ивановка и Рыбальче. К участками заказника примыкает Ивано-Рыбальчанский участок Черноморского биосферного заповедника. 

## Природа
Природные комплексы заказника представлены чередующимися песчаными массивами на возвышениях и заболоченными участками понижений с редколесьями (колками), луговой, тростниковой и кустарниковой растительностью. На территории заказника есть небольшие озёра.
Охраняются ценные и редкие для Алешковских (Нижнеднепровских) песков берёзовые леса (колки) — ареалы неоэндемика берёзы днепровской (Betula borysthenica), занесённой в Красную книгу Украины. Они размещены небольшими участками (0,1-0,3 га) в понижениях равнинного рельефа. Всего насчитывается 106 таких участков. В подлеске растут ива, тёрн, крушина. 
Встречаются виды-эндемики дрок красильный (днепровский) (Genīsta tinctōria, Genista borysthenica), ракитничек днепровский (Chamaecytisus borysthenicus), тимьян днепровский (Thymus borysthenicus), крестовник днепровский (Senecio borysthenicus) и другие. В пределах заказника присутствуют редкие виды мхов, лишайников, грибов.
Разнообразные животный мир (зайцы, косули, лисицы, куропатки, фазаны).